# دوري اسطنبول لكرة القدم 1954–55
دوري اسطنبول لكرة القدم 1954–55 (بالتركية: 1954-55 İstanbul Profesyonel Ligi)‏ هو موسم من دوري اسطنبول لكرة القدم ‏. فاز فيه غلطة سراي.